# Schloss Dankern
Schloss Dankern is een waterburcht in Haren. De burcht bevindt zich niet ver van de resten van een middeleeuwse burcht, die de Borg („die Burg“) genoemd wordt. De vroegst bekende eigenaren van de waterburcht zijn de Heren von Beesten die genoemd worden in 1509. In 1680 is begonnen met de verbouwing van de burcht. 
Het slot wordt sinds ongeveer 1970 gebruikt als recreatiepark (met bungalowpark). In het recreatiemeer kan men onder meer zwemmen en waterskiën. Het water van het meer wordt elke avond gereinigd.